# 林淑芬
林淑芬（1973年1月17日—），中華民國政治人物，民主進步黨籍，現任新北市第二選舉區立法委員。

## 從政
林淑芬於1998年25歲當選並連任兩屆臺北縣議員；2005年參選立法委員並連任至今，曾兩度取得全新北市最高票。2007年，參選新北市第二選舉區立法委員，對手包括由國親聯盟協調中國國民黨提名的時任親民黨立委柯淑敏、曾參選台北縣長的時任臺灣團結聯盟副秘書長及不分區立委林志嘉及脫離國民黨以無黨籍參選的蘆洲湧蓮寺「嗆扁廟祝」楊蓮福，形成三位現任立委力爭一席的激烈競爭情形，最終在泛藍分裂下漁翁得利。2012年，擊敗空降的前籃球國手錢薇娟，以五成八的票數當選連任。2016年，前議員陳明義參選立委，卻在其主要經營的五股都敗陣，林淑芬以新北市最高票當選連任。2020年，林淑芬再度以超過六成得票勝選，擊敗甫回鍋議員的黃桂蘭而順利五連霸，不僅取得當屆新北市立委最高票，同時打破羅明才在2012年立委選舉中高懸近八年的票數紀錄。2023年，獲民進黨提名參選2024年中華民國立法委員選舉，國民黨禮讓民眾黨沒有提名參選人。爾後順利當選。

## 政策立場
- 2019年5月17日，投票贊成司法院釋字第七四八號解釋施行法草案[4]，使中華民國成為亞洲第一個同性婚姻合法化國家[5][6]。

- 2020年12月，因在立法院就萊豬進口投棄權票而與民進黨中央不一致，12月30日，林淑芬遭民進黨罰款3萬元、停止黨團黨權運作3年等處分[7]，後於2021年2月改為停止黨團黨權運作1年，再犯則為3年。

## 獲獎及榮譽

### 公民監督國會聯盟立法委員評鑑
- 第八屆第一會期教育及文化委員會－第三名
- 第八屆第二會期教育及文化委員會-第二名
- 第八屆第四會期社會福利及衛生環境委員會-優秀立委
- 第八屆第六會期社會福利及衛生環境委員會揭露2014年臺灣食品安全問題事件弊案-特殊貢獻立委[8]

## 言論與爭議
- 2002年9月陽明山花季，林淑芬搭其弟車行經仰德交管路段，因無通行證，被員警當場制止，並以手勢指揮左轉改道，林即搖下車窗詢問員警為何不可直行，要如何上山，員警僅催促趕快左轉，未告知其他上陽明山之路線，致使林淑芬氣憤難奈，當場罵「汝是咧歹啥潲？姦恁娘腟屄」。員警以現行犯逮捕林淑芬，林不願配合，出手抓傷員警 。到派出所之後，仍不斷用「姦恁娘、姦恁娘腟屄」等語辱罵警察。林被提起公訴，判拘役40日或易科罰金12,000元。緩刑貳年。[9]，唯二審時臺灣高等法院以證據不足判決林妨害公務無罪，傷害部分員警撤回告訴，全案定讞。[10]

- 2008年質詢時任行政院長劉兆玄：「放棄綠卡是一種犧牲，有綠卡是國際觀，這句話叫做最高標準，不要臉嘛。」，劉兆玄認為使用不要臉是一種人身攻擊，提出立法委員質詢要具備邏輯思考[11]。

- 2013年6月25日，在野黨團揚言杯葛ECFA，國民黨團霸佔立法院主席台，雙方拉扯推擠。林淑芬原本要對國民黨立委潑咖啡，結果潑到同黨立委何欣純，接著改以潑水攻擊，試圖搶占主席台，國民黨立委吳育仁勒住林淑芬的脖子，不讓林淑芬卡位，林淑芬咬吳育仁左上臂。 吳育仁指控林淑芬咬人，林淑芬開記者會指控吳暴力勒住她，「摸遍我的胸，摸遍我的身」，為了擺脫吳的鹹豬手才咬吳[12]。林淑芬說，服貿協議衝擊600萬人生計，為守住台灣利益，她責無旁貸，情急咬人也是不得已。她引用電影「賽德克·巴萊」台詞，「如果文明是要我們卑躬屈膝，那我就讓你們看見野蠻的驕傲」。

- 2013年7月24日，苗栗縣政府24日在立法院推銷高接梨農產品，林淑芬則到場以聲援大埔民宅為由，衝上台去搶麥克風並與台上工作人員拉扯，在推擠過程中大喊「農產品在哪裡？」[13]後因重心不穩不慎以後腦勺著地[14]。倒地後，除宣稱苗栗縣政府員工從後推她一把外，更大喊「沒有梨子！」[15][16]。

- 2014年8月，林淑芬痛批國民黨立委林滄敏帶建大輪胎董事長楊銀明見總統馬英九，2天後台糖以臨時動議違法出租土地給彰化縣府開發「彰南產業園區」。林淑芬指出，彰化工業區的土地閒置率是全台最高，彰濱工業區還有上千公頃閒置，二林鎮也有600多公頃，建大輪胎等公司要蓋工廠根本毋須再徵地，更何況是特定農業區。彰南產業園區於縣長卓伯源任內舊案重提，林淑芬質疑林滄敏說要「卓規林隨」 是圖利財團，破壞全臺灣最珍貴的糧倉。內政部土地徵收審議小組亦認定該案未具公益性及必要性。[17][18][19][20][21]

- 2014年10月2日，立法院召開社福及衛生環境委員會，當林淑芬委員要求質詢並提出頂新廢油[錨點失效]的專案報告時，主席國民黨立委王育敏隨即宣布散會，並起身離去，無視台下林淑芬的抗議[22][23]。
  - 2014年10月6日，社福及衛生環境委員會再次開會，林淑芬踢爆食藥署官員報告的頂新進口廢油資料有問題[22][23]，並指出統一企業收購工業廢油，認為應續查去向[24]。

- 2014年12月22日，立委林淑芬挺婚姻平權，提到法務部報告，彷彿倒退回到20世紀初，「報告裡面反對同性婚姻修法，所持的理由是衝擊婚姻制度，第二個是社會沒有共識，第三個是反對意見甚多，第四個是逐步推展同性伴侶基本權益」，接著，林淑芬再說，法務部「支持同志人權要保障，可是婚姻權、家庭權，財產繼承權這個也是基本人權。但是碰到同志要婚姻權、家庭權財產繼承權的時候，陳明堂回答就有『但是』了呢」[25][26]？

- 2015年3月24日，民進黨立委林淑芬針對衛福部食藥署證實，有多家進口業者疑用「改標籤」方式引進日本福島核災災區5縣產品。對此，林淑芬在臉書PO文強調，早在1年半前就有提案要求政府對日本進口食品嚴格把關，但她親自前往基隆海關考察時發現，文件的產地縣市欄位竟是業者自填，「假管理真放縱，根本蓄意殺人！[27]」
  - 2015年4月8日，立委林淑芬譴責王金平在率團赴日考察稱「開放與否，科學數據說了算」，且沒要求日本商品附產地證明[28]。
  - 2015年3月30日，衛福部稱不願公告施行日本食品輸入要檢附官方產地證明，是因與日本尚未協商出統一格式，但立委林淑分駁斥去年日本就曾回應衛福部，表明他們願意提供核災五縣官方證明，只是關於產地及輻射檢驗證明，各國要求不同。林淑芬嘲諷衛福部，「笑死人了，還繼續騙？[29][30]」

- 2023年7月14日，林淑芬臉書發文表示，接獲民眾通知，外送平台Lalamove上有一筆工作內容為，「去置物櫃取槍，並到林淑芬位於蘆洲區的服務處開槍」。當日服務處立即報案，並為保護服務處職員及民眾安全，宣布暫停服務1天。事件曝光後，林淑芬服務處接到一通電話，對方表示只是開玩笑，會去警察局自首。警方循線找到一名四旬男子，最後遭恐嚇罪送新北地方檢察署偵辦[31]。

- 2024年5月6日，民眾黨立委黃國昌在不了解事情始末下，宣稱蘆洲南北側專案審查卡在內政部，阻礙蘆洲發展。林淑芬透過臉書表示，審查無法推進主因在於新北市府未針對專業審查意見回覆，並質疑黃國昌急於促成三重果菜市場遷址到蘆洲，是否圖利三重果菜市場原址的都更建商利百代建設及華電財團，蘆洲市民則要承擔果菜市場遷入後的交通災難。[32]5月7日，林淑芬邀黃國昌辯論，要求黃國昌明確說出是否支持三重果菜市場遷址蘆洲，批評黃國昌為了選新北市長「跟在侯友宜後面」，並表示專案中若無果菜市場遷址將會立即支持。[33][34]

## 選舉紀錄
| 年度 | 選舉屆數               | 選舉區           | 所屬政黨   | 得票數  | 得票率 | 當選標記     | 備註 |
| ---- | ---------------------- | ---------------- | ---------- | ------- | ------ | ------------ | ---- |
| 1998 | 第十四屆臺北縣議員選舉 | 臺北縣第五選舉區 | 民主進步黨 | 9,531   | 5.76%  |              |      |
| 2002 | 第十五屆臺北縣議員選舉 | 臺北縣第五選舉區 | 民主進步黨 | 20,971  | 12.58% |              |      |
| 2004 | 第六屆立法委員選舉     | 臺北縣第二選舉區 | 民主進步黨 | 43,680  | 7.95%  |              |      |
| 2008 | 第七屆立法委員選舉     | 臺北縣第二選舉區 | 民主進步黨 | 59,225  | 43.16% | 本屆選制更改 |      |
| 2012 | 第八屆立法委員選舉     | 新北市第二選舉區 | 民主進步黨 | 114,091 | 58.73% |              |      |
| 2016 | 第九屆立法委員選舉     | 新北市第二選舉區 | 民主進步黨 | 123,299 | 68.75% | 全市最高票   |      |
| 2020 | 第十屆立法委員選舉     | 新北市第二選舉區 | 民主進步黨 | 132,591 | 62.37% | 全市最高票   |      |
| 2024 | 第十一屆立法委員選舉   | 新北市第二選舉區 | 民主進步黨 | 118,544 | 57.05% |              |      |

## 外部連結
- 林淑芬Facebook （页面存档备份，存于）
- YouTube上的林淑芬頻道
- 立法院 - 林淑芬委員 （页面存档备份，存于）
- 公民監督國會聯盟 - 立委林淑芬